# Smilja Avramov

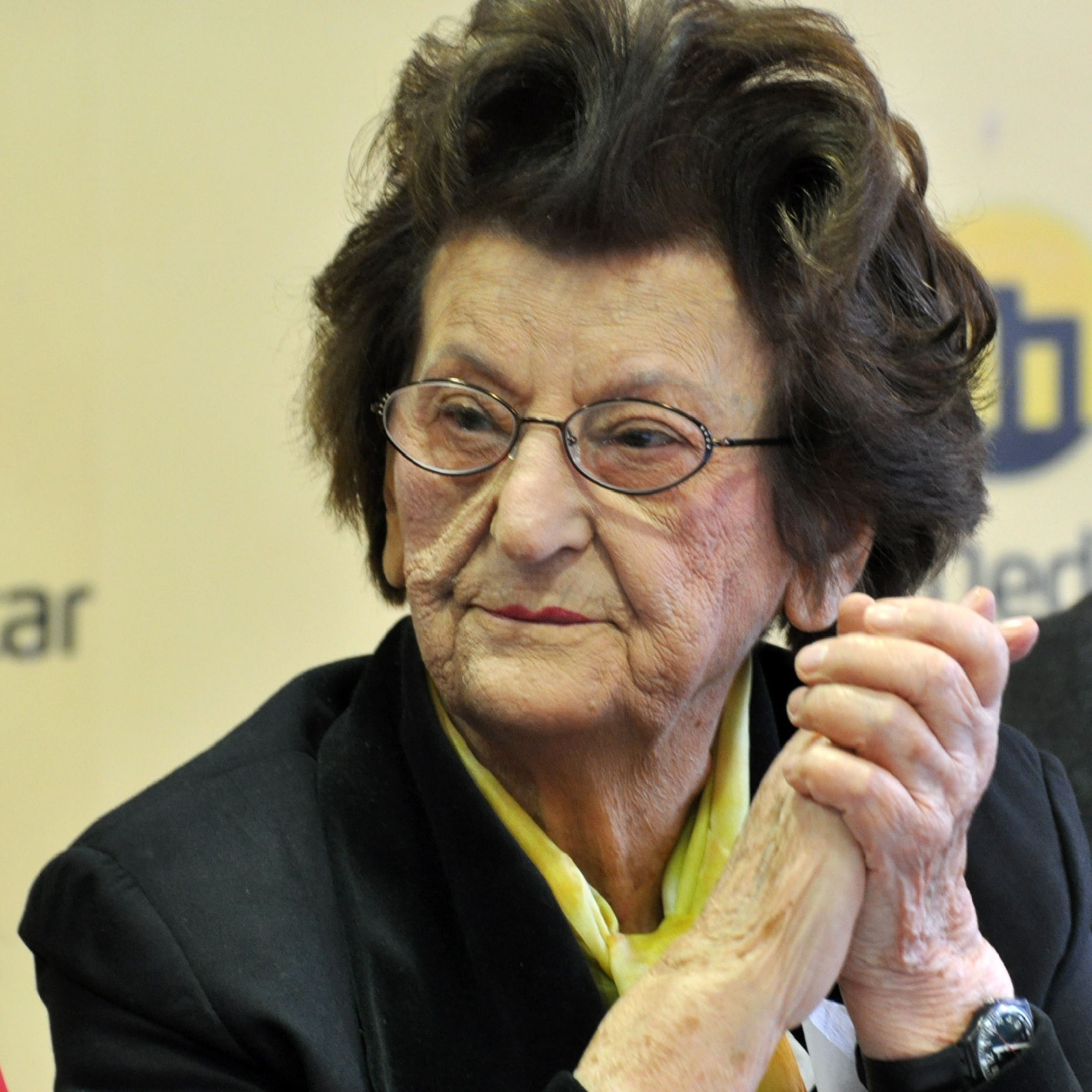
Smilja Avramov (2011)

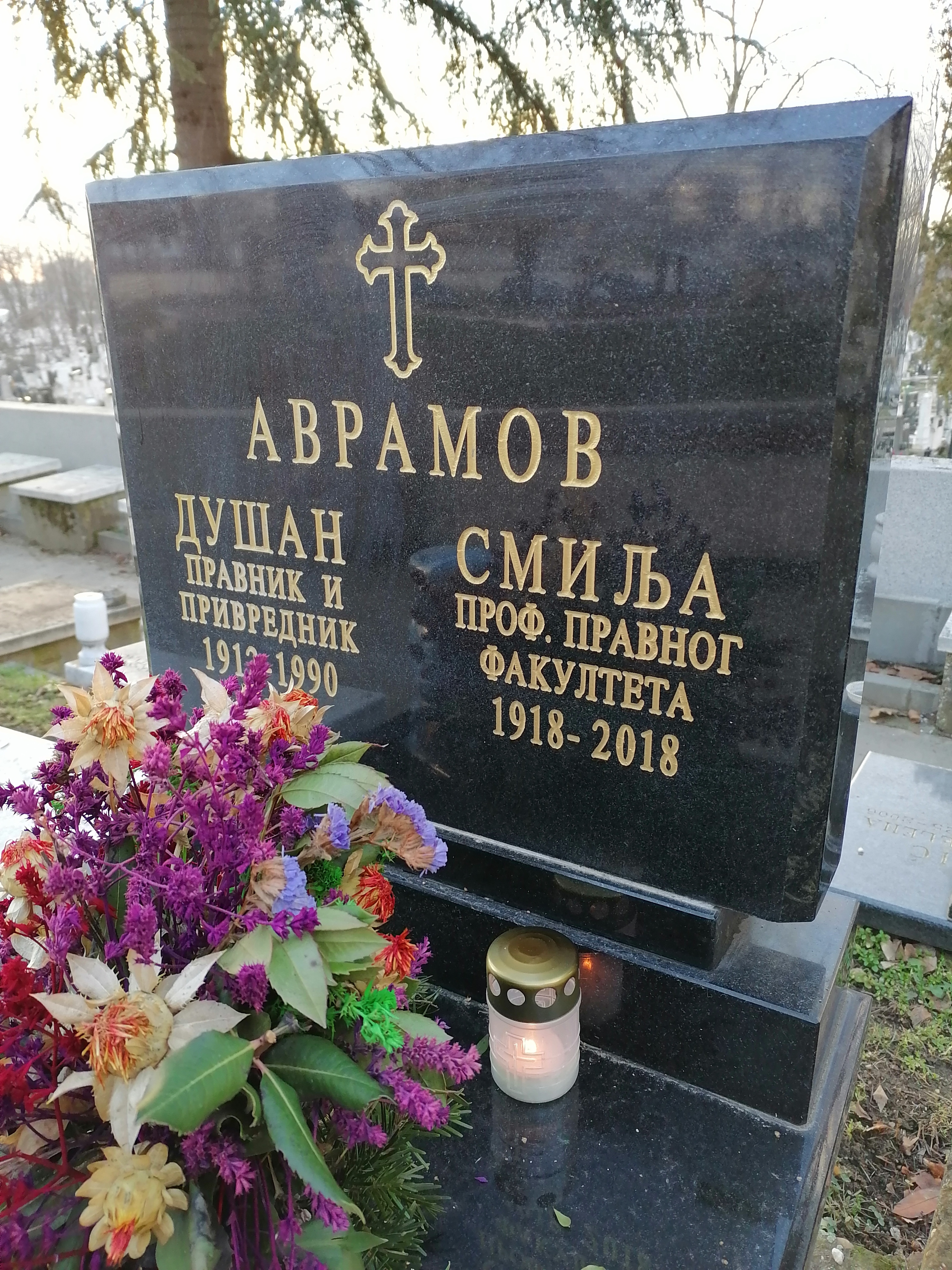
Grab von Smilja Avramov und ihrem Ehemann Dušan Avramov auf dem Novo groblje

Smilja Avramov (geborene Blagojević; * 15. Februar 1918 in Pakrac; † 2. Oktober 2018 in Belgrad) war eine jugoslawische Rechtswissenschaftlerin.
Sie studierte Rechtswissenschaften an der Universität Zagreb, war bei der Staatsanwaltschaft in Novi Sad und Belgrad beschäftigt und promovierte 1950 an der Universität Belgrad. Dort war sie Dozentin, ab 1960 außerordentliche und ab 1965 ordentliche Professorin für Internationales Öffentliches Recht. Ab 1973 war sie zudem Inhaberin des Lehrstuhles für Internationales Recht und Internationale Beziehungen.
Sie war Präsidentin der International Confederation for Disarmament and Peace.
In den 1990er Jahren war sie Beraterin des serbischen Politikers Slobodan Milošević. Ab 1996 gehörte sie dem Senat der Republika Srpska an. 2011 wählte Ratko Mladić sie als Mitglied seines Verteidigerteams für seinen Prozess vor dem Internationalen Strafgerichtshof für das ehemalige Jugoslawien aus.

## Werke
- Međunarodno javno pravo (Internationales Öffentliches Recht), 1977
- Genocid u Jugoslaviji 1941-1945, 1991... (Genozid in Jugoslawien 1941-1945, 1991...), 2 Bände, 2008: Band 1 ISBN 978-86-83927-36-4, Band 2 ISBN 978-86-83927-37-1
- Trilaterale Kommission. Aumayer, Munderfing 2015, ISBN 978-3-902923-42-4